# Krošl
Krošl je priimek več znanih Slovencev:
- Aleksander (Sandi) Krošl (1930—2016), igralec
- Anton Krošl (1905—1945), zgodovinar, politik, pesnik, pisatelj
- Jože Krošl (1894—1978), teolog, pastoralni sociolog
- Marjanca Krošl (1931—2014), igralka
- Rastko Krošl (*196#), igralec